# 柳家小さん (4代目)
4代目 柳家 小さん（やなぎや こさん、1888年4月18日 - 1947年9月30日）は、東京の落語家。本名∶大野（のち平山） 菊松。

## 経歴
東京の麹町の生まれ、小学校から暁星中学に合格したが体を壊し入学を断念。洗濯屋などに奉公に出る。
1906年に2代目柳家つばめ（当時小三治）の勧めで3代目柳家小さんに入門。柳家小菊と名乗る。
1908年12月、3代目柳家小きんに改名の上、二ツ目に昇進した。若手勉強会『胆力養成会』に出演し実力をつけ将来を嘱望される。1913年4月、小さん一門の出世名であり師匠小さんの前名5代目柳家小三治に改名する。
1916年2月に真打昇進。1918年3月、4代目蝶花楼馬楽を襲名した。1928年4月、師匠小さんが存命の間に4代目柳家小さんを襲名する。蝶花楼馬楽は弟子3代目三遊亭圓楽が5代目を襲名した。落語協会に所属していたが1934年に脱退、東宝専属となり、東宝名人会に出演した。戦時中の芸能団体統合を経て、戦後の1946年の再編時に落語協会に復帰して会長となる。
1947年9月30日、死去。59歳没 。上野・鈴本演芸場での「三十日会」出演直後の急逝で、3代目三遊亭圓歌によると新作落語『鬼娘』口演後、楽屋に下がり、前座が出した茶を飲み終わり、湯呑みを置いたところで前に倒れ、そのまま死去したという。墓所は台東区の本寿寺にある。

## 人物
無口かつ温厚な性格ながらも、「曲りたる心あるものは落語を止めるべし」など、落語家のあり方に意見を持つ人物であった。また「新作落語作話会」という会合を自宅にて月例で主催し、新作の制作を奨めた。「創作力のない者は、噺家ではない」という言葉も残している。
人のあだ名をつけるのが巧く、5代目柳家小さんの前座名「栗之助」などにその卓抜なセンスが窺われる。ほかにも小さんが付けたとされるあだ名に西村楽天に「西洋の羅漢様」、柳家小半治に「面子の頼朝」、8代目春風亭柳枝に「ホワイト小僧」、5代目古今亭志ん生に「蟒蛇の吐き出され」などがある。
俳句をよくし、「皐月庵祥喜」という俳名を持っていた。
孫は画家の大島誠。

## 得意ネタ
主に滑稽噺を得意とし、飄々としながらも単調・淡々とした口調でありながら、時折鋭い警句を交えるような芸風であった。
『かぼちゃ屋』『ろくろ首』『三軒長屋』『青菜』『おばけ長屋』『雑俳』『三人旅』『芋俵』などがある。

## 一門弟子
- 2代目柳家小満ん
- 8代目金原亭馬生 - 一門を転々とし移籍してくる
- 林家彦六 - 一門を転々とし移籍してくる
- 4代目鈴々舎馬風 - 6代目金原亭馬生門下から移籍
- 3代目柳家小團治 - 6代目春風亭柳枝門下から移籍
- 24代目昔々亭桃太郎
- 柳家卯之吉 - 初代三遊亭圓右門下から移籍

### 移籍
- 6代目蝶花楼馬楽 - 林家彦六門下へ
- 5代目柳家小さん - 8代目桂文楽門下へ
- 柳家小とよ - 2代目桂小文治門下へ

### 廃業
- 8代目柳家小三治